# Phortica picta
Phortica picta är en tvåvingeart som först beskrevs av Daniel William Coquillett 1904.  Phortica picta ingår i släktet Phortica och familjen daggflugor. Inga underarter finns listade i Catalogue of Life.